# Wallis, Gilbert and Partners
 (avril 2008).
Wallis, Gilbert and Partners était un cabinet d'architecture britannique qui fut à l'initiative de création de différents bâtiments Art déco en Grande-Bretagne dans les années 1920 et 1930. Il fut créé par Thomas Wallis (1873-1953) ie 1914. Bien que l'identité de Gilbert ne fut jamais établie, le partenariat inclut plus tard Douglas Wallis (1901-68) et J. W. MacGregor (?-1994). Leurs travaux les plus connus furent probablement la Hoover Factory et la Firestone Tyre Factory, mais furent à l'origine d'une multitude de bâtiments.

## Bâtiments

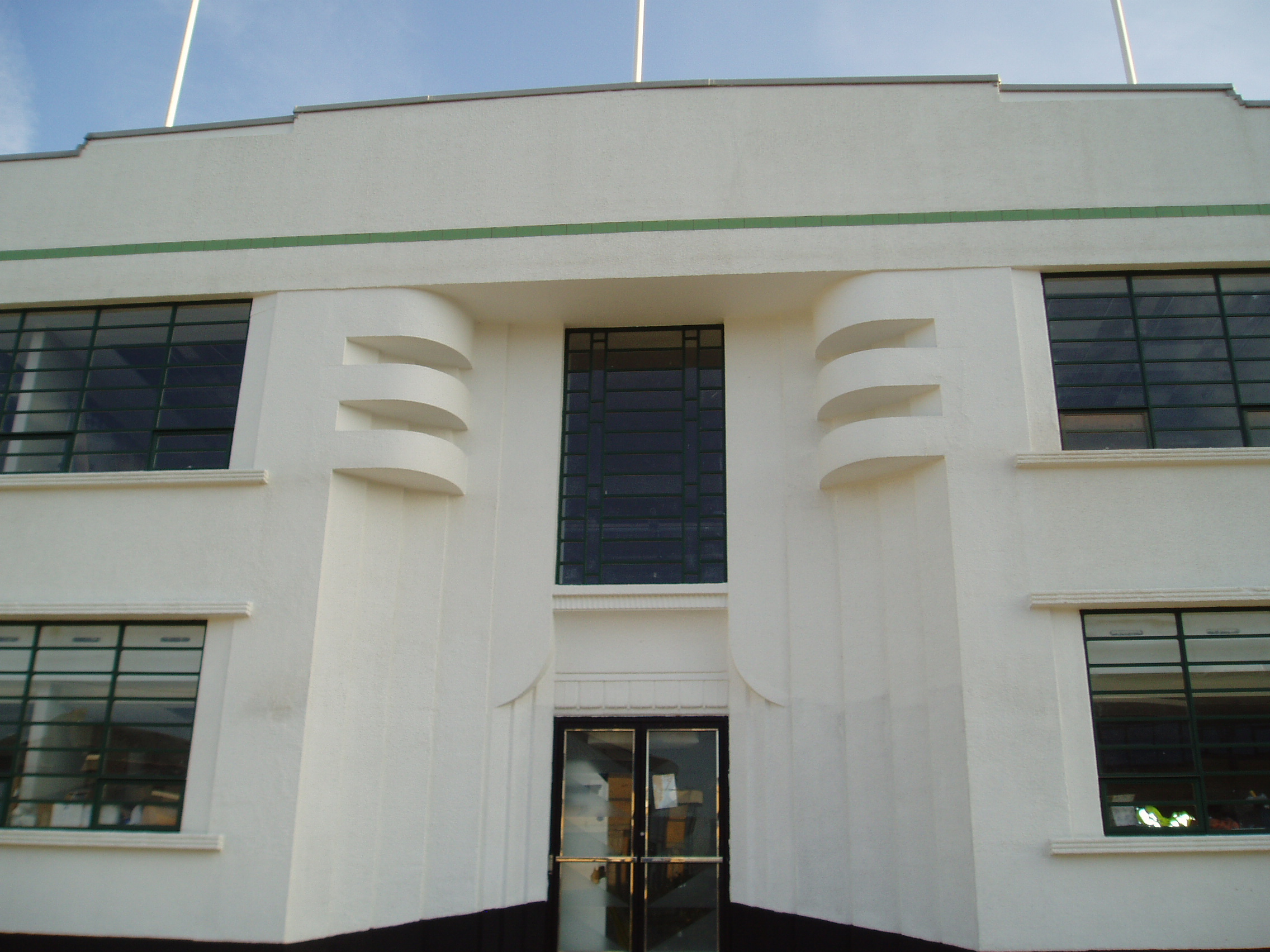
Coty Perfume Factory.

- Caribonum Factory, Leyton, Londres, 1918
- General Electrical Company Witton Works, Electric Avenue, Birmingham 1920
- The Solex Factory, Marylebone Road, Londres, 1925
- Wrigley's Factory, Wembley, Londres, 1926
- The Shannon Factory, Kingston, Londres, 1928
- Firestone Tyre Factory, Great West Road, Brentford, Middlesex, 1928-1929 (démolie en 1980)
- Pyrene Building, Great West Road, Brentford 1929-1930
- Tower and extension to the 'Alaska' factory, Bermondsey, Londres 1930s
- Albion Motor Car Company Ltd Works, Scotstoun, Glasgow 1930
- India of Inchinnan, Inchinnan 1930-1931
- Daimler Hire Garage, 9 Herbrand Street, Londres 1931
- British Bemberg Factory, Doncaster, Yorkshire, 1931
- Hoover Factory, Western Avenue, Perivale 1931-1938
- Gare routière Victoria, Londres, 1931-1932
- Coty Cosmetics Factory, Great West Road, Brentford 1932[1]
- ASEA Factory (latterly the Hawker Siddeley Power Transformer Factory before closure), Waltham Forest 1936
- Simmonds Aerocessories, later Beecham's Pharmaceuticals Factory, Great West Road, Brentford 1936-1942

Il fut à l'origine de différentes gares routières :
- Amersham, Buckinghamshire ;
- Hemel Hempstead, Hertfordshire ;
- Hertford, Hertfordshire ;
- Reigate, Surrey ;
- Windsor, Berkshire.